# Guire Poulard
Guire Poulard (* 6. Januar 1942 in Delatte, Haiti; † 9. Dezember 2018 in Port-au-Prince) war ein haitianischer Geistlicher und römisch-katholischer Erzbischof von Port-au-Prince.

## Leben
Guire Poulard empfing am 25. Juni 1972 durch den Erzbischof von Port-au-Prince, François-Wolff Ligondé, das Sakrament der Priesterweihe für das Erzbistum Port-au-Prince.
Am 25. Februar 1988 ernannte ihn Papst Johannes Paul II. zum Bischof von Jacmel. Der Apostolische Nuntius in Haiti, Erzbischof Paolo Romeo, spendete ihm am 15. Mai desselben Jahres die Bischofsweihe; Mitkonsekratoren waren der Bischof von Hinche, Léonard Pétion Laroche, und der Erzbischof von Port-au-Prince, François-Wolff Ligondé. Am 9. März 2009 ernannte ihn Papst Benedikt XVI. zum Bischof von Les Cayes. Die Ernennung zum Erzbischof von Port-au-Prince erfolgte am 12. Januar 2011. Am 26. März desselben Jahres fand die Amtseinführung statt.
Papst Franziskus nahm am 7. Oktober 2017 seinen altersbedingten Rücktritt an.
Er starb im Dezember 2018 im Franz von Sales-Hospital von Port-au-Prince an Bauchspeicheldrüsenkrebs.